# Kathleen Ann Goonan
Œuvres principales
- Queen City Jazz

Kathleen Ann Goonan, née le 14 mai 1952 à Cincinnati dans l'Ohio et morte le 28 janvier 2021, est une romancière américaine de science-fiction. Elle a obtenu le prix John-Wood-Campbell Memorial en 2008 pour son roman In War Times. Son premier livre, Queen City Jazz, a reçu la distinction Notable Book of the Year par le New York Times.
Elle s'inscrit notamment, avec Queen City Jazz, parmi les premiers auteurs de science-fiction (avec Greg Egan et Neil Stephenson par exemple) à populariser les nanotechnologies et leurs effets radicaux sur le monde. On l'associe à un courant baptisé le nanopunk (en).

## Biographie
Kathleen Ann Goonan est diplômée en littérature anglaise et philosophie de l'Institut polytechnique et université d'État de Virginie. Elle obtient ensuite une certification de l'Institut Montessori de Washington, ce qui lui permet d'ouvrir une école Montessori à Knoxville.
Elle a enseigné l'écriture créative à l'Institut de technologie de Géorgie.
Elle décède en 2021 d'un cancer des os.

## Œuvres

### Quatuor Nanotech
1. Queen City Jazz, Imaginaires sans frontières, 2002 ((en) Queen City Jazz, 1994)
2. (en) Mississippi Blues, 1997
3. (en) Crescent City Rhapsody, 2000
4. (en) Light Music, 2002

### Romans indépendants
- (en) The Bones of Time, 1996
- (en) In War Times, 2007
- (en) This Shared Dream, 2011

### Nouvelles
- Les Ossements de Kamehameha, 2006 (Kamehameha's Bones, 1993)in Galaxies no 39
- Susannah et les Ours des neiges, 2002 (Susannah and the Snowbears, 1994)in Galaxies no 24
- Cordes, Les Moutons électriques, 2008 (The String, 1995)in Fiction no 8
- Longueurs d'avance, 2004 (Advance Notice, 1996)in Galaxies no 35
- Les Tournesols, 2002 (The Sunflowers, 1998)in Galaxies no 26
- De l'autre côté du pont, J'ai lu, 2002 (The Bridge, 2002)in volume Détectives de l'impossible